# تشدید صوتی

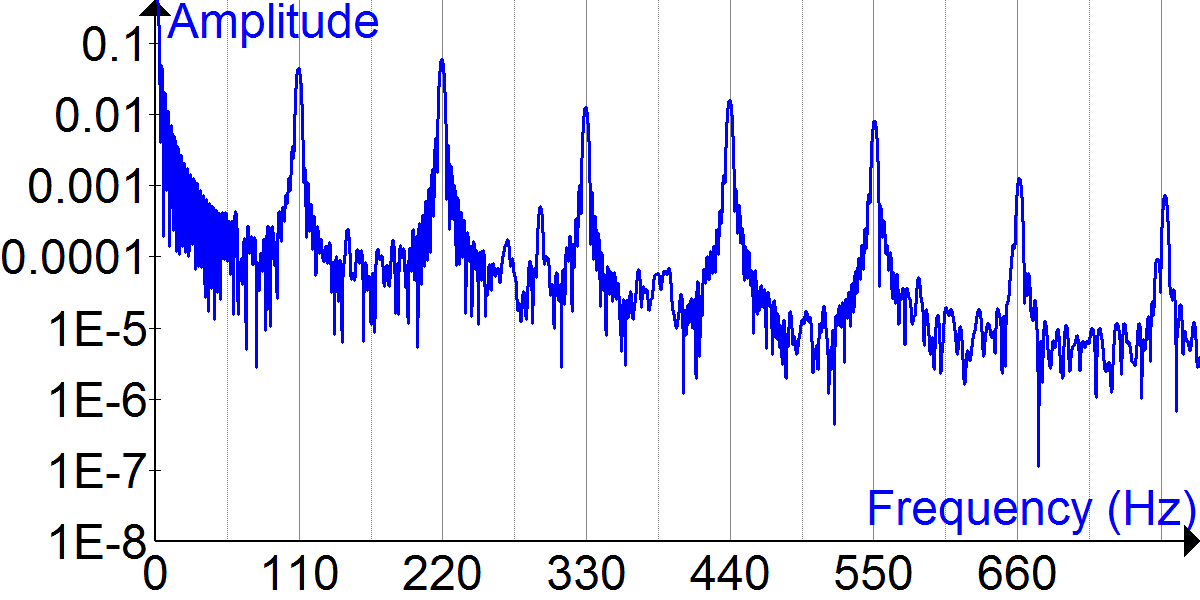
طنین سیم گیتار باس نت با فرکانس اصلی ۱۱۰ هرتز

تشدید آکوستیکی یا طنین صوتی یا طنین آکوستیک (به انگلیسی: Acoustic resonance)، پدیده‌ای است که در آن یک سیستم صوتی امواج صوتی را تقویت می‌کند که فرکانس آنها با یکی از فرکانس‌های طبیعی ارتعاش خود (فرکانس‌های تشدید آن) مطابقت دارد.
اصطلاح «طنین صوتی» گاهی برای محدود کردن طنین مکانیکی به محدوده فرکانس شنوایی انسان استفاده می‌شود، اما از آنجایی که آکوستیک به‌طور کلی در مورد امواج ارتعاشی در ماده تعریف می‌شود، طنین آکوستیک می‌تواند در فرکانس‌های بیرون از محدوده شنوایی انسان رخ دهد.